# Трошин-Польський
Трошин-Польський (пол. Troszyn Polski) — село в Польщі, у гміні Гомбін Плоцького повіту Мазовецького воєводства. Населення — 119 осіб (2011).
У 1975-1998 роках село належало до Плоцького воєводства.

## Демографія
Демографічна структура станом на 31 березня 2011 року:
|          | Загалом | Допрацездатний вік | Працездатний вік | Постпрацездатний вік |
| -------- | ------- | ------------------ | ---------------- | -------------------- |
| Чоловіки | 56      | 12                 | 36               | 8                    |
| Жінки    | 63      | 16                 | 30               | 17                   |
| Разом    | 119     | 28                 | 66               | 25                   |